# Supercharger
Supercharger – czwarty studyjny album Machine Head, thrashmetalowego zespołu z Oakland. Płyta została wydana przez wytwórnię Roadrunner Records w 2001 roku.
Według danych z kwietnia 2002 album sprzedał się w nakładzie 44,994 egzemplarzy na terenie Stanów Zjednoczonych.

## Skład
- Robb Flynn – śpiew, gitara
- Ahrue Luster – gitara
- Adam Duce – gitara basowa
- Dave McClain – perkusja

## Lista utworów
1. "Declaration" – 1:11
2. "Bulldozer" – 4:35
3. "White-Knuckle Blackout!" – 3:14
4. "Crashing Around You" – 3:13
5. "Kick You When You're Down" – 4:01
6. "Only the Names" – 6:07
7. "All in Your Head" – 4:05
8. "American High" – 3:48
9. "Brown acid" – 0:59
10. "Nausea" – 4:23
11. "Blank Generation" – 6:38
12. "Trephination" – 4:58
13. "Deafening Silence" – 5:33
14. "Supercharger" – 3:46

Digipack – Roadrunner Records, 2001
15. "Hole in the Sky (cover Black Sabbath)" – 3:32
16. "Ten Fold" – 4:52
17. "The Blood, the Sweat, the Tears (live)" – 4:34
18. "Desire to Fire (live)" – 4:37

## Wideografia
- "Crashing Around You" – 2001

## Pozycje na listach
| Lista         | Kraj              | Pozycja |
| ------------- | ----------------- | ------- |
| Billboard 200 | Stany Zjednoczone | 115     |
| OLiS          | Polska            | 26      |